# Mademoiselle Alexandre
Mademoiselle Alexandre est une marchande de modes. Elle fournissait la duchesse de Mazarin ; sa boutique se trouvait rue de la Monnoie (Monnaie).
Dans les années 1770, il n'y a qu’une vingtaine de marchandes de modes. Le sieur Beaulard, Mlle Bertin, Marie Madeleine Duchapt ou encore Mademoiselle Alexandre sont les grandes figures de l’époque. Louis-Sébastien Mercier dans son Tableau de Paris écrit ainsi dans le chapitre consacré au marchandes de modes : « Mais l’on a reconnu que le génie ne dépendait pas des longues études faites chez mademoiselle Alexandre, ou chez monsieur Baulard ».